# Osphronemus exodon
Osphronemus exodon är en fiskart som beskrevs av Roberts, 1994. Osphronemus exodon ingår i släktet Osphronemus och familjen Osphronemidae. IUCN kategoriserar arten globalt som sårbar. Inga underarter finns listade i Catalogue of Life.